# Emanuel García
Emanuel David García (Mendoza, 8 luglio 1993) è un calciatore argentino, centrocampista dell'Olimpo.

## Caratteristiche tecniche
È un centrocampista difensivo.

## Carriera
Cresciuto nelle giovanili del Godoy Cruz, debutta in prima squadra il 14 febbraio 2015 disputando da titolare il match pareggiato 1-1 contro il San Martín de San Juan.